# Orsett
Orsett est un village et une ancienne paroisse civile de l’Essex, en Angleterre.